# Mary-Claire King
Mary-Claire King (Chicago, Estados Unidos, 27 de fevereiro de 1946) é uma geneticista com pesquisas fundamentais sobre origem genética do câncer de mama e, principalmente, na descoberta do gene BRCA1. É professora na Universidade de Washington, onde estuda genética e a interação da genética e as influências ambientais em condições humanas como HIV, lúpus, surdez hereditária e também câncer de mama e de ovário.
É conhecida por três grandes realizações: a identificação dos genes do câncer de mama; demonstrando que os seres humanos e os chimpanzés são geneticamente idênticos em 99% e aplicando a sequência de genoma para identificar vítimas de abusos de direitos humanos identificando crianças que tinham sido roubadas de suas famílias e adotadas ilegalmente sob a ditadura militar durante a Guerra Suja na Argentina.

## Educação
King recebeu seu diploma de graduação em matemática da Carleton College. Concluiu seu doutorado em 1973 na Universidade da Califórnia, Berkeley em genética, depois que seu conselheiro Allan Wilson persuadiu-a a mudar de matemática para a genética. Em seu trabalho de doutorado em Berkeley (1973), ela demonstrou através de análise comparativa de proteínas que os chimpanzés e os seres humanos são 99% geneticamente idênticos. O trabalho de King apoiou a opinião de Allan Wilson de que os chimpanzés e os humanos divergiram apenas há cinco milhões de anos, e King e Wilson sugeriram que a regulação genética era provavelmente responsável pelas diferenças significativas entre as espécies.
King completou o treinamento pós-doutorado na Universidade da Califórnia em São Francisco (UCSF).

## Carreira científica
Em 1976 King aceitou uma nomeação de faculdade na Universidade da Califórnia em Berkeley, como professora de genética e epidemiologia, posição que ocupou até 1995.
Enquanto estava na faculdade em Berkeley, em 1990, King demonstrou que um único gene no cromossomo 17, mais tarde conhecido como BRCA1, era responsável por muitos cânceres de mama e de ovário - como 5-10% de todos os casos de câncer de mama pode ser hereditária. A descoberta do "gene do câncer de mama" revolucionou o estudo de muitas outras doenças comuns; Antes e durante o período de 17 anos de trabalho de King neste projeto, de 1974 a 1990, a maioria dos cientistas tinha desconsiderado suas ideias sobre a interação da genética com doenças humanas complexas. A genética tinha sido usada em doenças com um único laço genético, como a doença de Huntington, fibrose cística e anemia falciforme, mas os pesquisadores mostraram-se céticos quanto ao uso da genética nas doenças mais comuns causadas por múltiplos fatores genéticos, bem como por influências ambientais. Além disso, King identificou com sucesso o gene antes que o Projeto Genoma Humano estivesse totalmente desenvolvido.
Sua contribuição tem informado às mulheres sobre suas informações genéticas e tem as ajudado a fazer escolhas melhores para si mesmas e para os seus futuros.
A técnica que King desenvolveu para identificar BRCA1 desde então tem sido valiosa no estudo de muitas outras doenças. King construiu sobre essa pesquisa identificando o gene BRCA2, e estendendo sua técnica a outras doenças e condições.
Em 1984, na Argentina, começou a trabalhar com Abuelas de Plaza de Mayo, identificando crianças que tinham sido roubadas de suas famílias e adotadas ilegalmente sob a ditadura militar durante a Guerra Suja (1976-1983).
Desde 1990 que King trabalha em colaboração com cientistas de todo o mundo para identificar causas genéticas de perda auditiva e surdez. Eles conseguiram clonar o primeiro gene não-sindrômico relativo à surdez em 1999. King continua a trabalhar com cientistas Karen Avraham em Israel e Moien Kanaan na Cisjordânia, modelando a cooperação científica internacional em conjunto com a realização de pesquisas científicas. A surdez hereditária é comum entre algumas comunidades árabes endógamas, fornecendo boas populações de estudo para entender a genética.
King também trabalhou no Human Genome Diversity Project (Projeto de Diversidade do Genoma Humano), que procura delinear as distinções entre os indivíduos, a fim de compreender melhor a evolução humana e migrações históricas.
A pedido do Dr. William Maples, King participou em investigações de DNA da primeira análise de Romanov exumado em 1991 em Ekaterinburg, na Rússia.
Em 1995, King aceitou a nomeação de professora pesquisadora na  American Cancer Society, Universidade de Washington. Ela é membro atual do Conselho Científico da Brain & Behavior Research Foundation (Fundação de Pesquisa Cérebro & Comportamento).
Tornou-se membro da Academia Nacional de Ciências dos Estados Unidos em 2005.

## Biografia pessoal
Mary-Claire King nasceu em Evanston, Illinois em 1946 e tem um irmão mais novo, Paul King, que se tornou um matemático e consultor de negócios.
Quando tinha 15 anos, sua melhor amiga de infância morreu de câncer. Desde então a Dra. King se interessou pela ciência na esperança de aprender o suficiente para prevenir e tratar tais doenças.
Em 1966, graduou-se bacharel em matemática pela Faculdade de Carleton, quando tinha 20 anos. Em 1972/1973 recebeu seu Ph.D. da Universidade da Califórnia em Berkeley.
King tem uma filha chamada Emily, que estudou a Evolução das Línguas na Universidade de Brown.

## Prêmios e honrarias
- 2006 Prêmio Weizmann de Mulheres na Ciência[1]